# Neocrepidodera pallida
Neocrepidodera pallida är en skalbaggsart som först beskrevs av Henry Clinton Fall 1910.  Neocrepidodera pallida ingår i släktet Neocrepidodera och familjen bladbaggar. Inga underarter finns listade i Catalogue of Life.